# Château de Hohenstein
Le château de Hohenstein est situé sur les hauteurs de la route qui mène d'Oberhaslach à Wangenbourg, non loin du château du Nideck, en région Grand Est.
Il fait l’objet d’un classement au titre des monuments historiques depuis décembre 1898.

## Historique
Construit au début du XIIIe siècle, le site s'étend sur un éperon rocheux à une altitude de 440 m. Le château fut bâti par la famille de Hohenstein et l'évêque de Strasbourg en fut l’un des copropriétaires à la fin du XIIIe siècle.
L'évêque Berthold de Bucheck fut retenu prisonnier au château en 1337 par Rodolphe de Hohenstein. À sa libération, l'évêque prit le château qui ne se relèvera plus de ses ruines.